# Herrmannsacker
Herrmannsacker este o comună din landul Turingia, Germania.